# Iglesia de San Martín (Atáun)
La iglesia de San Martín es un inmueble de la localidad española de Atáun, en la provincia de Guipúzcoa.

## Descripción
El edificio se encuentra en la localidad española de Atáun, perteneciente a la provincia de Guipúzcoa, en la comunidad autónoma del País Vasco. Se menciona como iglesia parroquial del lugar en el Diccionario histórico-geográfico-descriptivo de los pueblos, valles, partidos, alcaldías y uniones de Guipúzcoa (1862) de Pablo de Gorosábel, donde aparece descrita con las siguientes palabras:

La iglesia parroquial de ella es de la advocacion de San Martin, una de las mas grandiosas de toda esta comarca; la cual se halla servida por un vicario y dos beneficiados. El patrono de ella es el propietario de la casa solar y palacio de Lazcano, quien provee la vicaría, y antes del último concordato presentaba tambien los beneficios. Le procede este derecho de una cesion que el jurado y vecinos que á la sazon había hicieron en el año de 1430 á Juan Lopez de Lazcano, señor de dicho solar, para durante sus dias y tres generaciones; espiradas las cuales ha continuado, no obstante. Tiene dos anteiglesias; que son, la llamada de San Gregorio con la advocacion de este mismo nombre, y la de Aya con la de Santa Isabel. La primera se halla servida por un vicario y dos beneficiados, la segunda por un solo vicario; y ambos curatos se proveen por el patrono de la iglesia matriz.
(Gorosábel, 1862, p. 68)